# Óbajna
Óbajna (1899-ig Homonna-Zbojna, szlovákul: Nižné Zbojné, korábban Humenské Zbojné) Bajna község része Szlovákiában, az Eperjesi kerület Mezőlaborci járásában.

## Fekvése
Mezőlaborctól 18 km-re délkeletre fekszik. A település délkeleti részét alkotja.

## Története
Óbajnát 1100 körül a vlach jog alapján alapították. Első írásos említése 1479-ből származik. A homonnai uradalom része, a Drugeth család birtoka volt. 1600-ban 12 adózó háztartása létezett, kívülük egy-két soltészház állt még a településen. 1715-ben 5 ház nélküli és 6 házas adózó jobbágytelke volt. 1787-ben 28 házában 227 lakos élt. A 18. században az Almássy család birtoka.
A 18. század végén Vályi András így ír róla: „Homonna Zbojna, Izbugya Zbojna. Két orosz faluk Zemplén Várm. földes Uraik Almási, Kátsándi, és több Uraságok, lakosaik külömbfélék, határbéli földgye Hom. Zbojnának hasonló Hom. Rokitóéhoz; amazé pedig Csebinyéjéhez.”
A 19. században a Dessewffy családé és másoké. 1828-ban 33 házában 246 lakosa volt. Lakói erdei munkákkal, állattartással, szövéssel, háziiparal foglalkoztak.
Fényes Elek 1851-ben kiadott geográfiai szótárában így ír a faluról: „Zbojna, (Homonna és Izbugya), Zemplén vm. 2 orosz f. Papina fil. 5 romai, 640 gör. kath., 20 zsidó lak. Gör. anyatemplom. 309 h. szántófölddel. F. u. Malatinszky. Izbugya-Zbojnának van 483 h. szántófölde. F. u. gr. Desewffy. Ut. p. Nagy-Mihály”.
Borovszky Samu monográfiasorozatának Zemplén vármegyét tárgyaló része szerint: „Óbajna, azelőtt Homonna-Zbojna, a Laborcz mentén fekszik. Van 22 háza és 189 gör. kath. vallású, ruthén lakosa. Postája Virava, távírója és vasúti állomása Koskócz. A homonnai uradalomhoz tartozott s újabbkori birtokosai az Andrássyak, azután pedig a Malonyayak lettek. Most nincs nagyobb birtokosa. Gör. kath. temploma 1788-ban épült, de 1858-ban megújították.”
1910-ben 197, többségében ruszin lakosa volt, jelentős német kisebbséggel. 1920 előtt Zemplén vármegye Mezőlaborci járásához tartozott.
1960-ban egyesült Újbajnával.